# Suisse aux Jeux olympiques de la jeunesse d'été de 2010
La Suisse a participé aux Jeux olympiques de la jeunesse d'été de 2010, qui ont eu lieu du 14 au 26 août 2010, à Singapour. Il s'agit de sa première participation aux Jeux olympiques de la jeunesse d'été.

## Médaillés
| Médaille                            | Nom               | Sport      | Épreuve                                |
| ----------------------------------- | ----------------- | ---------- | -------------------------------------- |
| Médaille d'or, Jeux olympiques      | Martin Fuchs      | Équitation | Saut d'obstacles par équipes ( Europe) |
| Médaille d'argent, Jeux olympiques  | Andrina Schläpfer | Athlétisme | 1 000 m filles                         |
| Médaille de bronze, Jeux olympiques | Jasmin Mischler   | Tir        | Carabine à air comprimé 10 m filles    |
| Médaille de bronze, Jeux olympiques | Noemi Zbären      | Athlétisme | 100 m haies filles                     |